# Water Treeing

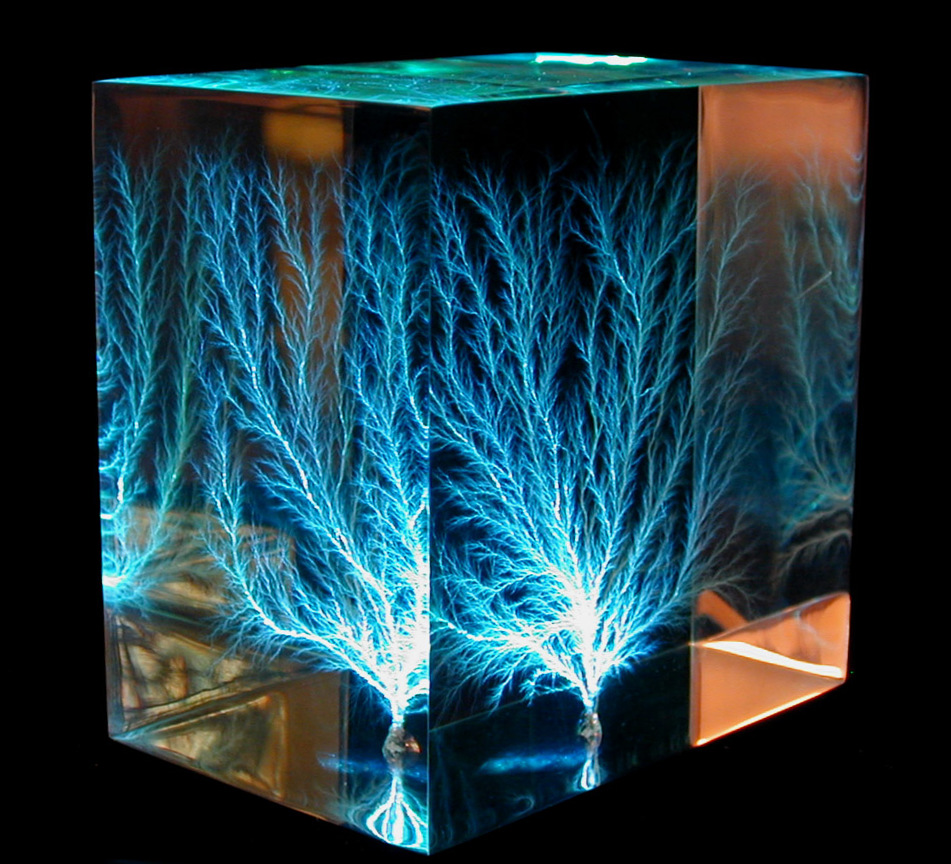
Water-Tree bzw. moderne 3D-Lichtenberg-Figur in einem Block reinen Acrylglases mit 3,81 cm Kantenlänge. Es wird vermutet, dass sich das fraktale Entladungsmuster bis in die molekulare Ebene fortsetzt.

Das Water Treeing (WT, deutsch „Wasserbäumchenbildung“) gehört zu den wichtigsten bekannten Alterungsphänomenen von kunststoffisolierten Hoch- und Mittelspannungskabeln. Water Trees treten bei gleichzeitigem Einwirken eines elektrischen Feldes und Wasser auf.
Diese bäumchenartig wachsenden Strukturen aus wassergefüllten Mikrohohlräumen gehen von Schwachstellen in der Kabelisolierung aus und führen zu irreversiblen Schädigungen der Isolierung. Der Wachstumsprozess von Water Trees ist von einer Vielzahl von Einflussfaktoren abhängig.
Water Trees können langsam über die gesamte Isolationsdicke wachsen, ohne dass es zu einem sofortigen Ausfall kommt, schwächen jedoch das Kabel elektrisch und führen zur Bildung von „Electrochemical Trees“ (ECT), die dann innerhalb weniger Stunden zum Ausfall des Kabels führen. Electrochemical Treeing (ECT) ist dabei der eigentliche Oberbegriff, da chemische Prozesse an der Entstehung dieser Strukturen mit beteiligt sind. Da aber vorhandene Feuchtigkeit für das Entstehen notwendig ist, spricht man im Allgemeinen nur von Water Treeing (WT). Ursache für Wasserbäumchenbildung ist ein chemischer Abbau von Polymerisolierungen wie XLPE oder Ethylen-Propylen-Kautschuk, der nur in Gegenwart von Wasser und elektrischer Beanspruchung auftritt.

## Geschichte

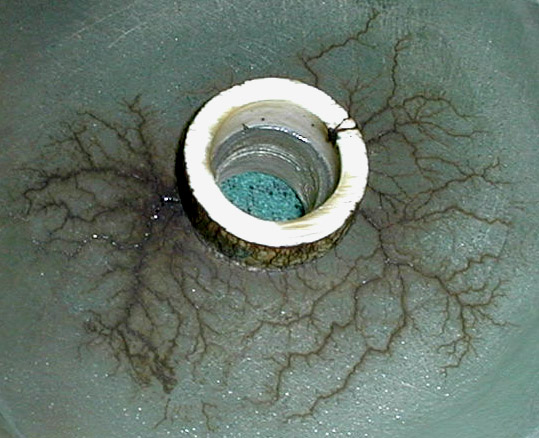
Polycarbonatplatte mit PVC-Zylinder, die Teil eines Hochspannungs-Trigatron-Funkenstreckenschalters war. Durch einen Konstruktionsfehler war es zu Koronaentladungen gekommen. Das diesen Entladungen ausgesetzte PVC zersetzte sich infolgedessen, und es entstand Chlorwasserstoffgas. Dieses reagierte mit Luftfeuchtigkeit, sodass sich ein leitender Salzsäurefilm auf den Oberflächen bildete, was zur Entstehung eines 2D-Water-Trees und letztlich zu einem vorzeitigen Betriebsausfall des Trigatrons führte.

Die Entwicklung von Kunststoffkabeln führte seit den 1960er Jahren zum weitgehenden Ersatz der bis dahin vorherrschenden Massekabel durch polyethylenisolierte (PE) und später durch vernetzt polyethylenisolierte (VPE) Mittelspannungskabel. Jedoch traten bei den neuen Kabeln schon nach wenigen Betriebsjahren vermehrt Durchschläge auf, wobei die Durchschlagsursache zunächst unbekannt war. Die eigentliche Entdeckung des Phänomens der Bildung von Wasserbäumchen wurde erstmals 1969 von Takao Miyashita bei der Electrical Insulation Conference in Boston publiziert. Er untersuchte in seinen Arbeiten Unterwasserpumpen, deren Stator mit polyethylenisolierten Drähten bewickelt war. Bei diesen Pumpen traten schon nach sehr kurzer Betriebszeit Isolationsdefekte auf, als deren Ursache bäumchenartige Strukturen identifiziert wurden.
In den 1970er und 1980er Jahren versagten viele Polymerkabel nach 3 bis 10 Betriebsjahren aufgrund der Zerstörung der Isolierung durch Water Treeing. Die größten Ausfälle waren in Nordamerika und Nordeuropa zu verzeichnen, wo rasch auf die neue Technologie polymerer Mittelspannungskabel umgestellt wurde. Diese frühen Kabel wurden fast ausschließlich durch Doppelextrusion von Innengitter und Isolierung mit Graphitfarbe und verklebtem Außengitter hergestellt. Die meisten CV-Anlagen (engl. für continuous vulcanization-line) verwendeten damals die Dampfhärtungstechnologie.
Länder, die später zu Mittelspannungs-Polymerkabeln wechselten, wie Großbritannien, das diese Kabel in den frühen 1980er Jahren in größerem Umfang einsetzte, hatten weitaus weniger Störungen im Zusammenhang mit Water Treeing zu verzeichnen. Die überwiegende Mehrheit dieser Kabel wurde durch Dreifachextrusion auf CV-Anlagen oder Monosil-Anlagen hergestellt. Die andere wichtige Änderung war das verstärkte Bemühen, die Sauberkeit der Materialien während der Herstellung zu gewährleisten. Diese Kabel sind auch nach über 20 Jahren im Betriebseinsatz, ohne erhebliche Probleme mit der Alterung durch Bildung von Wasserbäumchen. Verschiedene Proben von gewarteten, gealterten Kabeln unterschiedlicher Hersteller, die das ganze Materialspektrum abdecken, weisen jedoch Hinweise auf Wasserbäumchen auf.

## Arten von Water Trees
Man unterscheidet zwischen „Bow Tie Trees“, die nur im Inneren der PE-Isolierung auftreten, und „Vented Trees“, die von den Grenzschichten ausgehen. Die Bow Tie Trees (Größe einige bis wenige hundert µm) stabilisieren sich im Laufe der Zeit und werden daher heute – wenn sie nicht zu große Wachstumsformen annehmen – als ungefährlich angesehen. Die Vented Trees hingegen können jedoch bei ständiger Feuchtigkeitszufuhr stetig weiterwachsen und somit am Ende – da sie infolge des hohen Feuchtigkeitsgehalts in ihrer Struktur leitfähig sind – bei großer Ausdehnung die Isolierung so weit schwächen, dass es schließlich (nach vielen Betriebsjahren) zum Spannungsdurchschlag des Kabels kommt.
Diese Zerstörungsformen durch Water Treeing (WT) entwickeln sich im Laufe von Jahren bei im feuchten Erdreich verlegten Kabeln. Unter dem Mikroskop sind sie nur nach Einfärben mit einer speziellen Lösung erkennbar.

## Ursachen
Es wurden große Anstrengungen unternommen, um die Ursachen dieser Fehler zu untersuchen und Präventionsmaßnahmen zu entwickeln. Die folgenden Hauptpunkte stammen aus der Vielzahl von Fachartikeln, die zu diesem Thema verfasst wurden.
- Water Trees benötigen einen ausreichend hohen Feuchtigkeitsgehalt in der Isolierung, um zu wachsen.[5]
- Water Trees wachsen nur, wenn die elektrische Belastung einen Schwellenwert überschreitet (wirken sich daher nicht auf Niederspannungskabel aus).[5]
- Water Trees entstehen durch Inhomogenitäten innerhalb der Isolierung oder an den Grenzflächen der Isolierung.[5]
- Durch die Dampfhärtung werden tausende von Mikrohohlräumen in die Isolierung eingebracht, die es ermöglichen, ein höheres Maß an Feuchtigkeit zu speichern und auch Stellen für die Initiierung von Water Trees bereitzustellen.[5]
- Einige Additive können das Wachstum von Wasserbäumchen verzögern. Diese Additive neigen dazu, hochpolar zu sein, und verschlechtern die dielektrischen Eigenschaften der Isolierung.[5]
- Lackierte Schirme bieten keinen perfekten Übergang zur Isolierung und sind eher Ausgangspunkte für das Wachstum von Wasserbäumchen.[5]

## Reduzierung durch Fertigungsverfahren
Zur Vermeidung des ECT bzw. des WT, als dessen entscheidende Ursache das Vorhandensein von Feuchtigkeit im Kabel zweifelsfrei nachgewiesen ist, wurden die Kabelkonstruktionen so ausgeführt, dass längs der Leiter und der äußeren Abschirmung sowie quer durch den Mantel (PE) und die äußere Abschirmung das Weitervordringen bzw. die Diffusion von Wasser behindert wird. Bei 110-kV-Kabeln bringt man heute anstelle des bisher über der Abschirmung üblichen PVC- oder PE-Mantels einen Schichtenmantel aus geschlossener Aluminiumfolie mit aufgebrachtem PE auf, der eine Wasserdiffusion vom Erdreich ins Kabeldielektrikum ausschließt.
Wie Untersuchungen gezeigt haben, führt eine „Imprägnierung“ von PE mit dem Isoliergas SF6 (Schwefelhexafluorid) zu einer Erhöhung der elektrischen Festigkeit des Isolierstoffs. Dies ist darauf zurückzuführen, dass das Gas SF6 in Leerstellen des Gefüges des PE hineindiffundiert und dort durch Anlagerung von Elektronen die Bereitstellung von Ladungsträgern zur Einleitung eines Durchschlags behindert.
Es gibt weiterhin eine technische Diskussion über viele Probleme des Water Treeings, aber im Allgemeinen werden vier Schlüsselfaktoren für die Reduzierung von Water Trees anerkannt.
- Keine Verwendung von dampfgehärteten Leitungen aus CV-Anlagen.
- Minimierung der Verschmutzung von Isolations- und Halbleiterschirmen.
- Beibehaltung einer glatten Isolationsgrenzschicht.
- Dreifache Extrusion.

Die weitverbreitete Verwendung von Trockenhärtungslinien mit besserer Materialhandhabung und dreifacher Extrusion hat das Water Treeing als Ursache für früh einsetzendes Versagen stark verringert.

## Prüfungen
Internationale Kabelspezifikationen decken das Thema Water Treeing nicht konsequent ab. Einige Hersteller führen die Verwendung von Water-Tree-hemmenden Materialien auf, ohne irgendwelche Qualifikations- oder Testkriterien. Dies ist eine mangelhafte Vorgabe, da Materialien, die von den Lieferanten als „Water-Tree-hemmend“ eingestuft wurden, an sich nicht ausreichen, um das Versagen durch Water Treeing zu verhindern. Selbst die Angabe einer bestimmten Materialqualität ist nicht ausreichend, da eine mangelhafte Herstellung immer noch zu Problemen führen kann.
Es wurden Tests zur beschleunigten Alterung entwickelt, die gut mit den Serviceerfahrungen korrelieren, und zwischen guten und schlechten Kabeln unterscheiden lassen.
Das Prinzip der Prüfung besteht darin, die Kabel zu altern, indem eine Überspannung angelegt wird, während die Kabel in Kontakt mit Wasser sind, und danach eine Prüfung auf Durchschlag durchzuführen, um die Restdurchschlagfestigkeit der Isolierung zu bestimmen.
In Europa gibt es zwei Haupttests: Einer erfordert eine Alterung über einen Zeitraum von zwei Jahren bei einer normalen Frequenz von 50 Hz, die Alternative beschleunigt den Prozess durch die Verwendung einer erhöhten Frequenz von 500 Hz, wodurch die Alterungszeit auf bis zu 3000 Stunden (125 Tage) reduziert wird. Dieser Test wurde ursprünglich von KEMA entwickelt, die als weltweite Experten für die Alterung von Polymerkabeln in Wasser anerkannt sind und jahrelange intensive Forschung zu diesem Thema betrieben haben. Veröffentlichte Arbeiten von KEMA, DOW, BICC, SINTEF und anderen belegen die Gleichwertigkeit der Tests. Obwohl die Testausrüstung spezielle Anforderungen stellt, ist sie aufgrund der kürzeren Testdauer sowohl für Hersteller als auch für Anwender von Kabeln sehr attraktiv.
Bei diesem Test werden die Kabel durch Sättigung mit Wasser vorkonditioniert und anschließend 3000 Stunden in Wasser bei 2,5-facher Nennspannung mit einer Frequenz von 500 Hz beansprucht, um den Alterungsprozess weiter zu beschleunigen.
Die gealterten Kabel werden dann einer Spannungsdurchschlagsprüfung unterzogen und müssen bestimmte Schwellenwerte erreichen, um die Prüfung zu bestehen.
Es ist wichtig zu beachten, dass der Test kein Materialtest ist. Die Wahl eines hochwertigen Materials ist zwar für die Erzielung einer guten elektrischen Leistung und einer langen Lebensdauer von entscheidender Bedeutung, reicht jedoch an sich nicht aus. Der Herstellungsprozess muss auch dem erforderlichen hohen Standard entsprechen. Jegliche Verunreinigung des Isolierstoffes oder an den Übergängen zur Isolierung kann zur potenziellen Bildung von Water Trees, und damit zu einem vorzeitigen Ausfall führen. Daher muss sehr darauf geachtet werden, dass die Sauberkeit des Materials gewahrt bleibt, dass die Extrusionsanlage einen modernen Dreifachkopf mit Trockenhärtungstechnik verwendet und dass die Prozessbedingungen sorgfältig kontrolliert werden. Diese Maßnahmen in Kombination mit einem strengen Qualitätssicherungs- und Kontrollsystem verhindern eine Kontamination oder Verschlechterung während des Extrusionsprozesses. Es ist die Kombination eines hochwertigen Prozesses mit einem geeigneten Material, das dem Kabel die notwendigen Eigenschaften verleiht, um eine lange Lebensdauer zu gewährleisten.